# Marea duoantiprismă

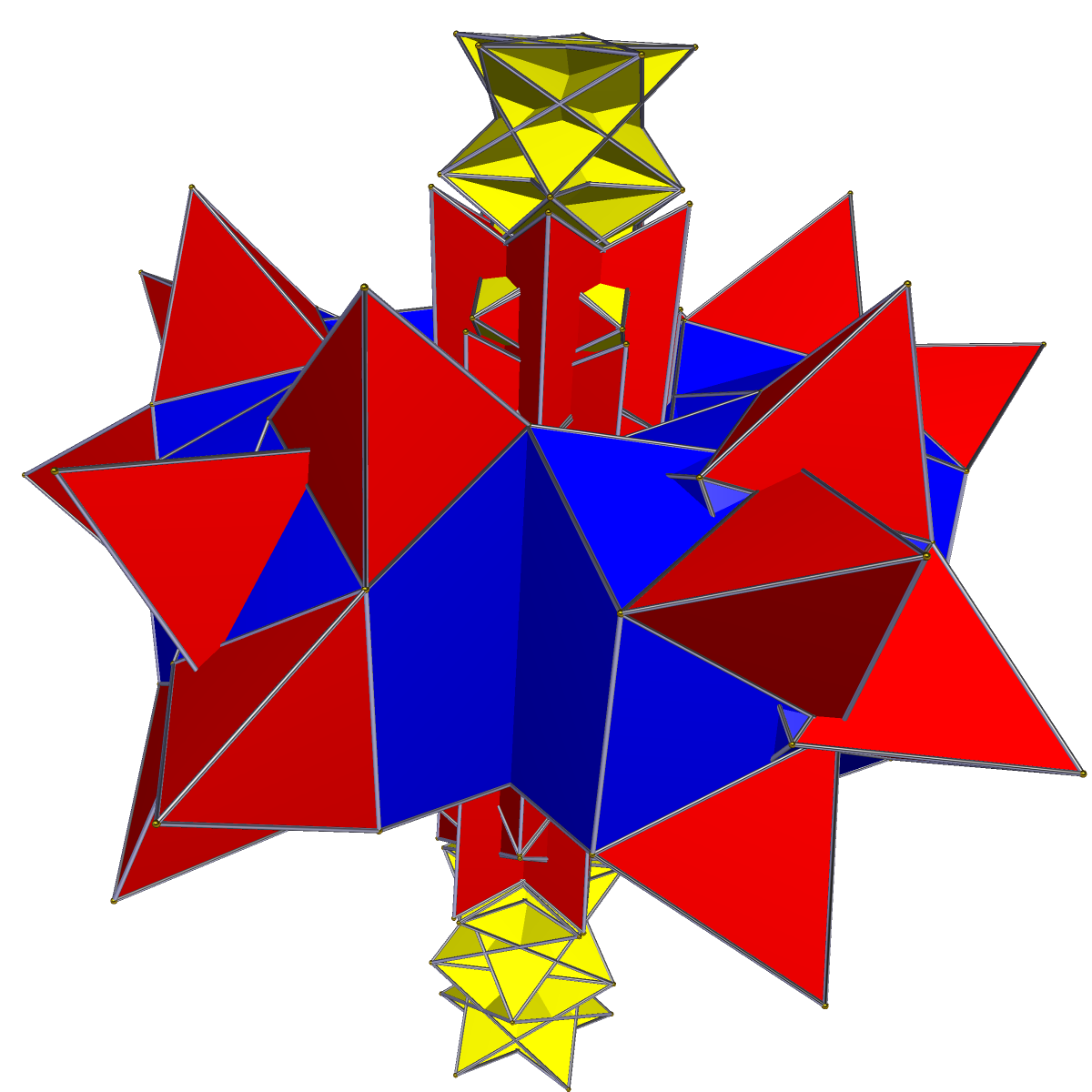
Desfășurată
(în spațiu, celulele se suprapun)

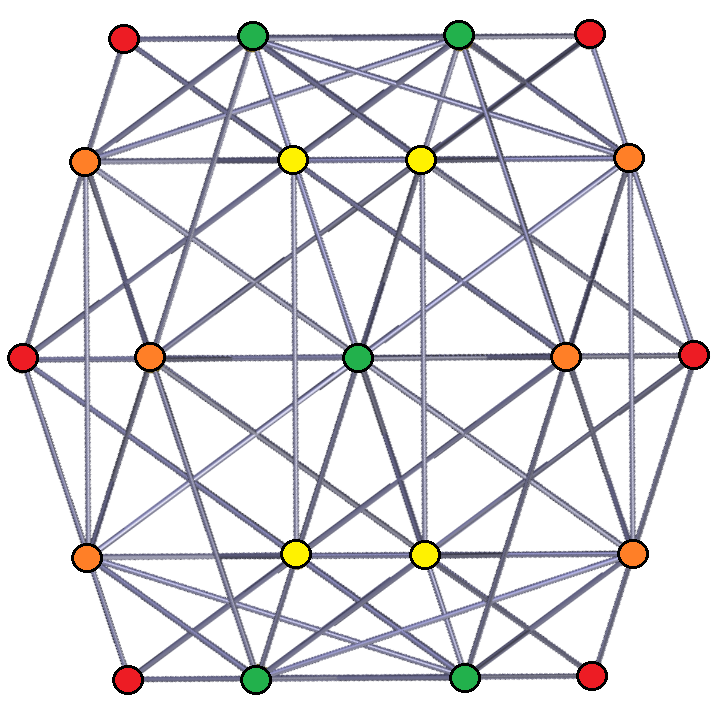
Proiecție ortogonală, cu vârfurile colorate după numărul de suprapuneri: roșu = 1, portocaliu = 2, galben = 3, verde = 4

În geometrie marea duoantiprismă este singurul politop uniform⁠(d) de tip duoantiprismă stelată p = 5, q = 5/3, din spațiul cvadridimensional. Are simbolul Schläfli {5}⊗{5/3}, s{5}s{5/3}  sau ht 0,1,2,3{5,2,5/3}, diagrama Coxeter , fiind construită din 
10 antiprisme pentagonale, 10 antiprisme pentagramice autointersectate și 50 de tetraedre. Fețele sale sunt 200 de triunghiuri, 10 pentagoane și 10 pentagrame. Vârfurile sale sunt o submulțime a vârfurilor micului 120-celule stelat.

## Construcție
Marea duoantiprismă poate fi construită dintr-o variantă neuniformă a duoprismei 10-10/3 (o duoprismă a unui decagon și a unei decagrame) unde lungimea laturii decagramei este de aproximativ 1,618 ori (secțiunea de aur) mai mare decât lungimea laturii decagonului printr-un proces de alternare. Prismele decagonale alternează în antiprisme pentagonale, prismele decagramice alternează în antiprisme pentagramice autointersectate cu noi tetraedre regulate create în locul vârfurilor șterse. Aceasta este singura soluție uniformă pentru duoantiprisma p-q în afară de 16-celule regulat (ca o duoantiprismă 2-2).